# Ultra HD Blu-ray
Ultra HD Blu-ray (4K Ultra HD, UHD-BD или 4K Blu-ray) — формат хранения данных на цифровом оптическом диске, который является улучшенным вариантом Blu-ray. Диски Ultra HD Blu-ray несовместимы с существующими стандартными проигрывателями Blu-ray, хотя традиционные Blu-ray и цифровые копии часто поставляются с дисками Ultra HD Blu-ray. Ultra HD Blu-ray поддерживает видео 4K UHD (разрешение 3840 × 2160 пикселей) с частотой кадров до 60 прогрессивных кадров в секунду, закодированное с использованием высокоэффективного кодирования видео. Диски поддерживают как высокий динамический диапазон, увеличивая глубину цвета до 10 бит на цвет, так и большую цветовую гамму, чем поддерживается обычным видео Blu-ray с помощью цветового пространства Rec. 2020. Формат поддерживается на Xbox One X, Xbox One S, Xbox Series X и PlayStation 5. Видеоигры, созданные для Xbox Series X и PlayStation 5, могут использовать диски Blu-ray емкостью 100 ГБ UHD.
Чтобы отличить розничные выпуски Ultra HD Blu-ray, формат обычно использует чёрный непрозрачный или слегка прозрачный формат упаковки корпуса (в отличие от синего). Размер корпуса такой же, как и у обычного диска Blu-ray.

## Спецификации
Спецификация позволяет использовать три дисковые ёмкости, каждый со своей скоростью передачи данных: 50 ГБ при 72 или 92 Мбит/с и 66 ГБ и 100 ГБ при 92, 123 или 144 Мбит/с. На дисках 66 ГБ и 100 ГБ ямы и земли не уже, чем у стандартного Blu-ray, но короче, что увеличивает ёмкость каждого слоя с 25 ГБ до 33 1/3 ГБ. Это также означает, что каждый оборот такого диска передаёт больше данных, чем у стандартного диска Blu-ray, что означает, что скорость передачи выше с той же линейной скоростью. Кроме того, диск может быть закодирован, чтобы привод вращался до полной скорости 5000 об/мин, начиная с точки немного от самой внутренней части диска, если требуется ещё более высокая скорость передачи. 50 и 66 ГБ используют два слоя, а 100 ГБ используют три слоя. Технология Ultra HD Blu-ray была лицензирована в середине 2015 года, и у игроков была ожидаемая дата выхода на Рождество 2015 года. Ultra HD Blu-ray использует новую версию AACS DRM: AACS 2. Кроме того, AACS 2.1 используется в некоторых выпусках («Останься со мной», «Ярость», 
«Патриот» и «Добро пожаловать в Zомбилэнд»).
12 мая 2015 года Ассоциация дисков Blu-ray раскрыла завершённые спецификации и официальный логотип Ultra HD Blu-ray. В отличие от обычных DVD и Blu-ray, новый формат 4K не имеет кодирования региона.
14 февраля 2016 года BDA выпустила Ultra HD Blu-ray с обязательной поддержкой видео HDR10 Media Profile и дополнительной поддержкой Dolby Vision.
23 января 2018 года спецификация BDA v3.2 получила дополнительную поддержку HDR10+ и SL-HDR2 Philips и Technicolor, также известной как Advanced HDR от Technicolor. Тем не менее, ни один проигрыватель Ultra HD Blu-ray никогда не поддерживал SL-HDR2, и никакие диски, закодированные в SL-HDR2, не были выпущены.
Большинство розничных дисков Ultra HD Blu-ray кодируется с помощью Ateme TITAN. Диски Ultra HD Blu-ray используют HDMV или BD-J для меню. В субтитрах используется Presentation Graphics Stream, который имеет тот же формат, что и обычные диски Blu-ray.
Воспроизведение Ultra HD Blu-ray поддерживают только компьютеры с активированными расширениями Intel SGX. Intel представила SGX в процессорах Skylake Core в 2016 году, что позволило ПК впервые воспроизводить защищённые диски Blu-ray. В январе 2022 года Intel прекратила поддержку SGX для настольных процессоров поколения Rocket Lake и Alder Lake, что привело к тому, что диски Ultra HD Blu-ray не воспроизводились на этих системах.